# Боженково
Боженково (пол. Bożenkowo) — село в Польщі, у гміні Осельсько Бидґозького повіту Куявсько-Поморського воєводства.
Населення — 420 осіб (2011).
У 1975-1998 роках село належало до Бидгощського воєводства.

## Демографія
Демографічна структура станом на 31 березня 2011 року:
|          | Загалом | Допрацездатний вік | Працездатний вік | Постпрацездатний вік |
| -------- | ------- | ------------------ | ---------------- | -------------------- |
| Чоловіки | 236     | 29                 | 194              | 13                   |
| Жінки    | 184     | 53                 | 108              | 23                   |
| Разом    | 420     | 82                 | 302              | 36                   |